# 1초 앞, 1초 뒤
《1초 앞, 1초 뒤》(일본어: あと1秒)는 2023년 6월 10일에 상하이 국제 영화제에서 공개한 일본 영화이다. 감독은 야마시타 노부히로. 주연은 오카다 마사키. 2020년 개봉 하였던 대만 영화<마이 미씽 발렌타인>을 리메이크한 일본 영화이다.

## 출연

### 주연
- 오카다 마사키 : 하지메 역
- 키요하라 카야 : 레이카 역
- 히이라기 히나타 : 어린 하지메 역

### 조연
- 아라카와 요시요시 : 미쿠루베 켄 역
- 하노 아키 : 하지메의 엄마 역
- 카토 마사야 : 하지메의 아빠 역
- 후쿠무로 리온 : 사쿠라코 역
- 카타야마 유키 : 스메라기 마이 역
- 시미켄 : 미츠루 역
- 쇼후쿠테이 쇼헤이 : 라디오 DJ (본인 목소리) 역
- 마츠모토 키요 : 에미리 역
- 이세 시마 : 오자와 역
- 카토 유즈나 : 어린 레이카 역
- 아사이 다이치
- 야마우치 타카야